# 星空の海賊たち
『星空の海賊たち』（ほしぞらのかいぞくたち）は、美村あきのによる日本の漫画作品。『別冊少女フレンド』（講談社）にて、1981年10月号から1982年6月号にかけて連載された。単行本は別フレKCより全2巻。大洋図書より電子書籍版が2022年8月に出された。
ラジオの海賊放送という少女漫画でも類を見ない題材を扱った作品である。ただし、作者は海賊放送が何であるか、よく分かっておらず、小学校の放送部員時代に、何とかスムーズに原稿を読むことに一生懸命だったのが、唯一の放送体験であったという。また、レイプシーンなども描かれており、この作品を境として、作者の絵はより美麗なものへと変貌し、ジュブナイル向けの作風から転じ、ハイティーン向けの作品が多くなる。
この項では単行本に同時収録された『シーサイドランデブー』についても解説する。

## あらすじ
梶村七瀬は同じ剣道部のホソシ（志賀崇）に憧れている高校2年生。だが剣道の腕はからきしであり、そのことでコンプレックスを持っていた。ホソシが同じ体育委員の桜井聖子とも親しいことにもやきもきしていた。あるとき、委員会を理由に剣道の稽古の約束をすっぽかされた七瀬は、その晩、「VOICE」と名乗る謎の非合法放送に出会う。幼馴染みの悠理が言うには、それは海賊放送で法律で禁止されているものだ、という。
七瀬のホソシへのアタックを悠理も協力する形となり、修学旅行中に二人はうまく行きかける。だが、桜井聖子の買物に付き合わされたホソシは成り行き上、聖子とキスを交わすことになり、その折りに初めて自分の七瀬への感情に気づき、七瀬を裏切った罪悪感でいっぱいになる。一方、その事実をひとづてで聞いた七瀬は失恋のショックで、「VOICE」以外は信じられないとやけになる。そんな七瀬を慰めてくれたのは、悠理の母親の喫茶店に入りびたっている大学生で、悠理が遊び人で不誠実だとして嫌っている哲郎だった。
七瀬は直接「VOICE」に呼びかけるべく、受信機を購入し、放送免許を取得しようとする。一方で哲郎のことを慕うようになるが、ある時、「VOICE」の声と哲郎の声の類似に気づく。一方、母親の再婚話などで精神が不安定だった悠理は哲郎の制止を振り切って暴走族の膏壷とつるむようになり、あげくの果てに無理やり犯されてしまう。

## 登場人物
梶村七瀬（かじむら ななせ）
主人公。高校2年生→3年生。お調子ものではあるが、明るい、友達思いの、なおかつ繊細な性格。ホソシに憧れて剣道を始めるが、七瀬の稽古をつける約束をするかと思えば、いまいち態度の煮え繰らないホソシの性格に振り回されている。ホソシへの恋の悩みの最中に聞いた海賊放送「VOICE」に魅了され、悠理や哲郎に反対されながらもその正体を突き止めようとする。
修学旅行中に、ホソシと二人だけになり、告白するが、その時の返事は「うん」という曖昧なものでしかなかった。旅行終了後、桜井がホソシのキスについて友人に感想を語っているのを聞き、自分の失恋を痛感し、「VOICE」に慰めを見いだそうとするが、一緒に聴いていた悠理が涙を流したのを見て、驚く。
剣道部をやめ、より「VOICE」に依存し、哲郎との交際を始めようとするが、哲郎から貰ったマフラーを欲しがる悠理の姿に、悠理の哲郎への真の思いに気づいて身をひく。その後、改めてホソシからの告白を受けるが、嬉しかったにも関わらず素直になれず、いい加減な人間は大嫌いだと叫んでしまう。
武尾悠理（たけお ゆうり）
もう一人の主人公。高校2年生→3年生。ボーイッシュな身なりをしており、一見すると男子にしか見えない。七瀬の幼馴染みだが、別の高校に通っている。母親の仕事の都合上、不良じみたところがあったり、気さくなところがあったりする。美人の母親にコンプレックスを抱いており、哲郎たちが母親に憧れていることに深く傷ついてもいる。七瀬のホソシへの恋を後押ししており、ホソシと電話で世間話をする仲になって、雰囲気作りに協力していた。そのため、ホソシの裏切りに対して真剣に腹を立て、少しはましな人間かと思っていたのに、見損なったと罵倒している。
母親の再婚話に衝撃を受け、哲郎とのこともあってさらに非行化し、暴走族と絡むようになり、望まぬ子供を身ごもってしまう。膏壷に暴行された後、改めて哲郎に殴られて制止された痛みを感じていた。
志賀崇（しが たかし）/ホソシ
七瀬のクラスメート。高校2年生→3年生。剣道部の副将で、細いタカシなので「ホソシ」と呼ばれている。硬派な性格だが、純情なところがあり、桜井聖子の誘惑にも動揺している。悠理からは複雑そうでいて、単純な人間だと評されていた。
七瀬が自分のそばにいることが当り前になっていて、自分の本当の感情に長いこと気づいていなかった。そのため桜井とキスをした後は七瀬に申し訳がないという気持ちでいっぱいになり、おのずから七瀬を振った形になってしまっていた。
3年に進級し、七瀬と離れ離れの組になって自分の正直な気持ちを押さえることができなくなり、桜井を振り、改めて七瀬に告白している。
哲郎（てつろう）
悠理の母親の喫茶店に入りびたっている大学生の一人。九州男児。大学の放送研究会の会長をしている。プレイボーイとして表面上、 悠理から嫌われている。実は悠理の母親に片思いをしており、かなわぬ恋に身を焦がしていた。
七瀬とは、剣道部の試合の際に桜井聖子がホソシに弁当を渡していたのにショックを受け、雨の中たたずんでいた七瀬に傘を差し出したのがきっかけで出会う。七瀬はその優しさを身にしみて感じ、悪い人ではないと感じ、悠理がなぜ毛嫌いするのかが疑問でならなかった。悠理の本心を知った七瀬は敢えて哲郎の前で悠理をほめまくるが、「かみつかれなかったらくどいてみるさ」としか返事をしなかった。
悠理同様、「VOICE」の正体を探ろうとする七瀬を止めようとし、その理由も同じく醜男かもしれない、というものであった。また、自分のことを「VOICE」だと疑う七瀬に対しては「VOICE病」として取り合わなかった。
美村あきのの前作、『すくうるでいず』の登場人物、荻島耕介とそっくりの風貌をしている。
桜井聖子（さくらい せいこ）
七瀬の恋のライバル。ホソシと同じ委員をしている。美少女だが、ホソシとのキスを七瀬に聞こえる範囲で語るほど、性格は悪い。
悠理の母
喫茶店「海賊」を経営している女性。年齢のわりには若く見え、大学生たちの憧れの的となっている。現在の生活が悠理に悪影響を及ぼしていると心配し、木村との再婚話を進めるが、そのことが余計に悠理を反発させている。娘の妊娠には人一倍動揺していた。
克（かつ）
準之助（じゅんのすけ）
悠理の母親の喫茶店に入りびたっている大学生で、放送研究会に所属している。「VOICE」に関心を抱いており、仲間に引き入れようと望んでいる。
梶村昇平（かじむら しょうへい）
七瀬の弟で受験生。姉の音楽好きに辟易している。
木村（きむら）
悠理の母に求婚している相手。悠理とは小さい頃から顔馴染みだった。
膏壷質（あぶらつぼ しち）
悠理をレイプした暴走族のリーダー。七瀬に、自分と悠理は他人の関係ではない、と語る。

## シーサイドランデブー
『シーサイドランデブー』は、美村あきのによる日本の漫画作品。『別冊少女フレンド』（講談社）1981年9月号に掲載された読み切り作品。『星空の海賊たち』第2巻に収録。大洋図書版でも同様。

### あらすじ
夏もまじかの高校3年のクラス。けだるい雰囲気の日本史の授業に、苛立つ石田なつみは、授業終了時に先生に苦情を言い出す。放課後の帰り道に将司から強引に家まで送ってもらうことになる。そして、石田は将司の友人たち森田と浩とのツーリングに誘われ、夏期講習（セミナー）の予定をさぼって同行することになる。なつみと将司は付き合い始めるのだが、その後、将司は族とのトラブルに巻き込まれていき、二人の心はすれ違ってゆく。

### 登場人物
石田 なつみ
高校3年1組の女子。日本史の授業に集中できずに無気力に流されそうになる自分にいら立っている。将司と自分の共通しているものに気付き、将司に惹かれてゆく。
野本 将司（のもと しょうじ）
バイク好きの3年2組の男子。元暴走族に属していたが、嫌気がして抜けた。石田なつみを送ることで親しくなる。モトクロスライダーに憧れ整備士を希望している。バイクショップTENNESSEE(テネシー)でバイトをしている。
森田（もりた）
石田と同じ3年1組のクラスメート。将司と共に族を抜けた。
浩（ひろし）
将司の友人。将司と共に族を抜けた。
西野（にしの）
暴走族のメンバー。将司たちを族に戻そうとして声をかけてくる。
貴和子
石田のクラスメート。夏期講習の帰りのバスの中で、サボっている石田なつみが将司と一緒にいるのを見かける。
足立（あだち）
メガネを付けていて石田のクラスメートの男子。夏期講習を石田の分も申し込んでおいたことを告げる。進学組。

## 書誌情報
- 美村あきの 『星空の海賊たち』 講談社〈別冊フレンドKC〉、全2巻
  1. 1982年6月15日発刊、ISBN 978-4-06-106553-6
  2. 1982年10月15日発刊、ISBN 978-4-06-106562-8
- 美村あきの 『星空の海賊たち』 大洋図書〈クイーンズセレクション〉、全2巻、電子書籍版のみ。
  1. 2022年8月12日発売、
  2. 2022年8月19日発売、